# UHC Tulln
Der UHC Tulln (Union Handballclub) ist ein österreichischer Handballverein aus Tulln.
Anfang 1946 wurde der UHC Tulln gegründet; junge Heimkehrer machten den Großfeldhandball und Hallenhandball in Tulln populär. Erfolgreichstes Team dieser Zeit war das der Frauen. Die Tullner begannen sehr frühzeitig den Umstieg vom Feld in die Halle, der sich später im gesamten Handball vollzog.
Die erste Herren-Mannschaft spielt in der Handball Liga Austria, ebenso trat die erste Damen-Mannschaft in der Women Handball Austria an. Der UHC war österreichischer Cupsieger 1997/1998, 2003/2004 und 2006/2007. Heimspielstätte ist die Josef „Sepp“ Welser Sporthalle Tulln.